# Osa saksońska
Osa saksońska (Dolichovespula saxonica) – palearktyczny gatunek owada z rodziny osowatych (Vespidae). Podobna do Dolichovespula adulterina, która u niej pasożytuje. Dolichovespula adulterina wchodzi do jej gniazda, zabijając lub przepędzając królową, po czym przejmuje kontrolę nad kolonią i składa tam własne jaja.
Występuje w Europie oraz w północnej i środkowej Azji. Gatunek synantropijny. Owalne lub jajowate gniazda buduje na elementach budynków, strychach, w szopach i altanach. Osa saksońska osiąga długość od 11 do 17 mm. Nie jest agresywna. 

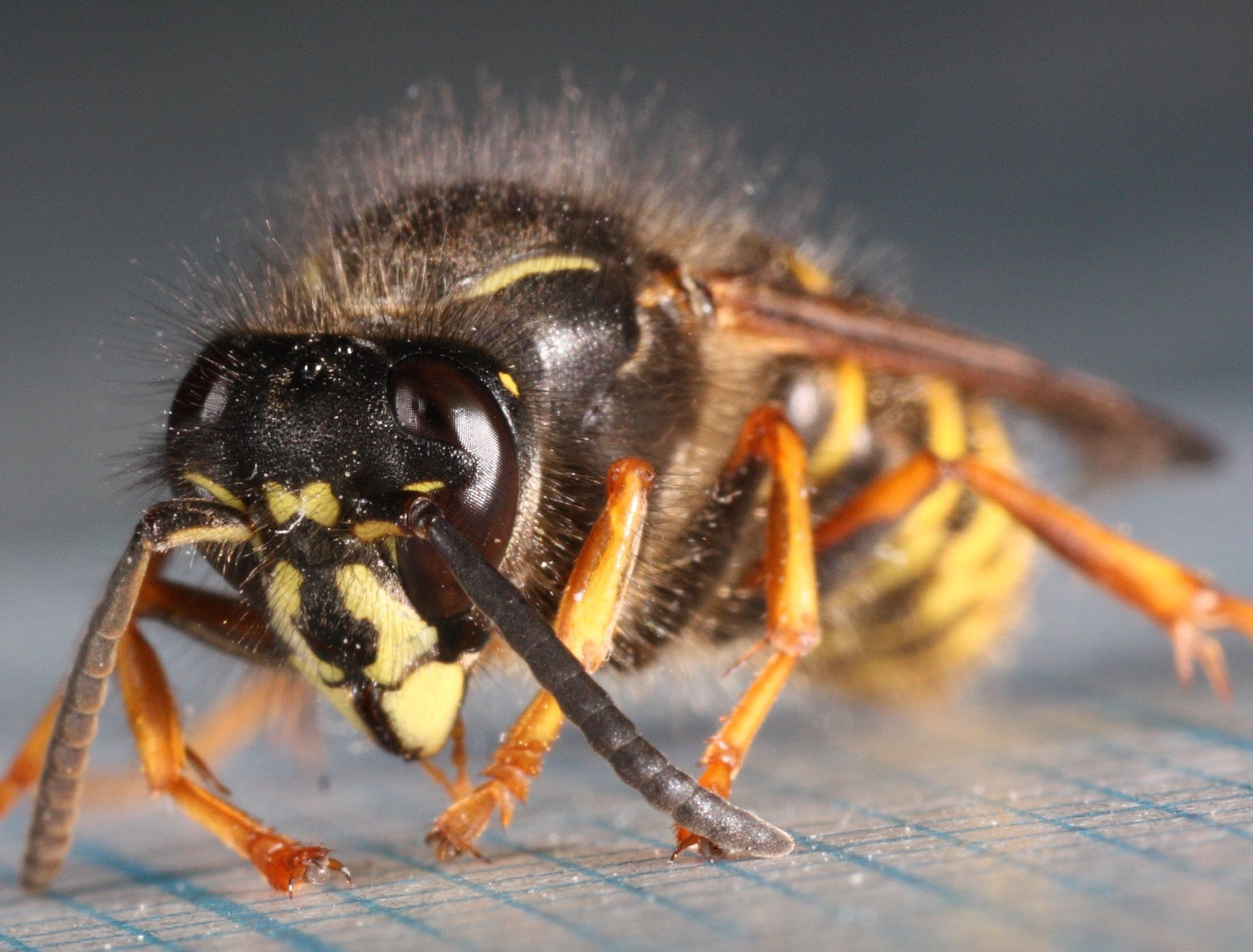
Dolichovespula saxonica

## Przypisy

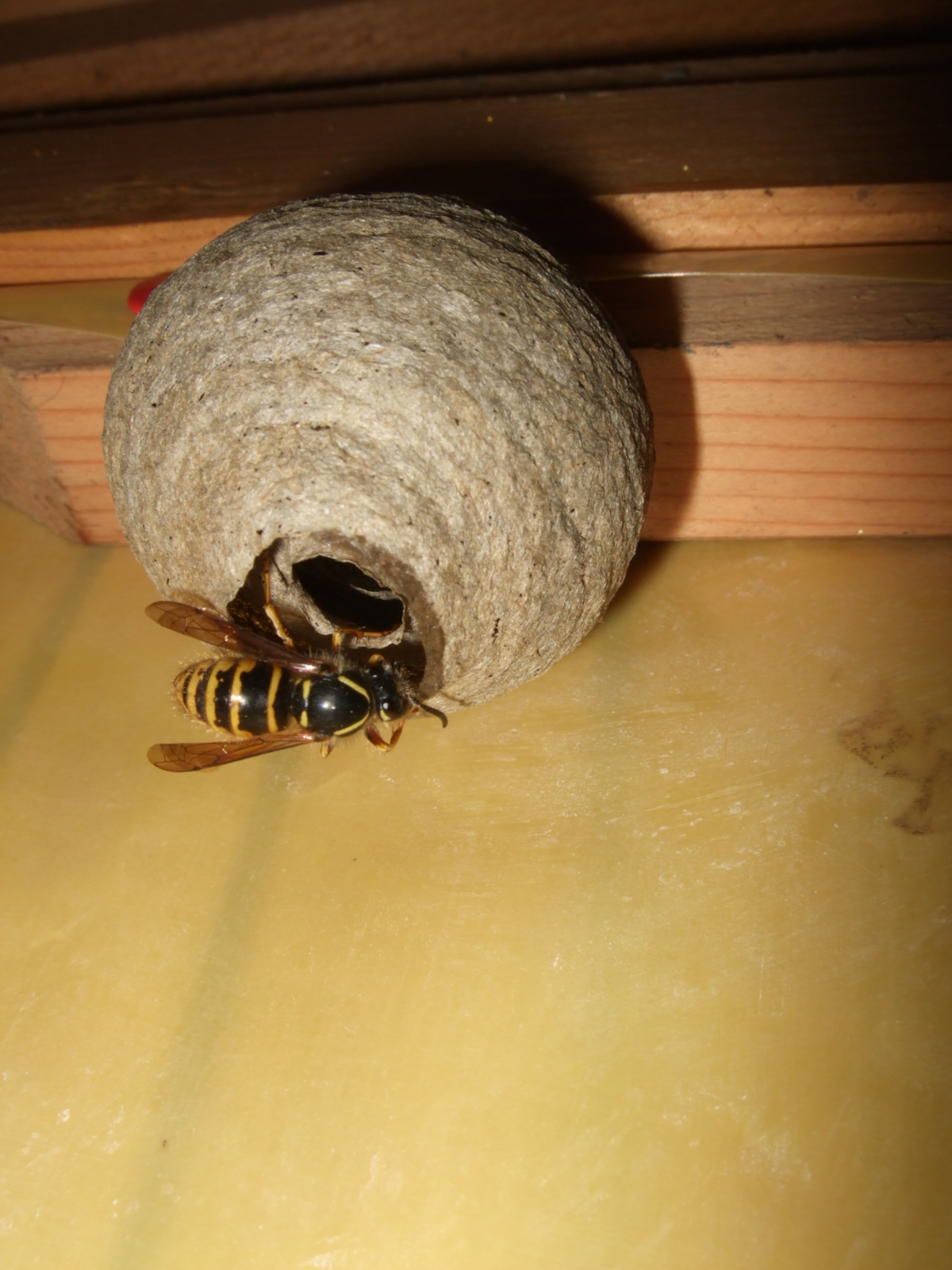
Królowa na gnieździe